# 智辯学園和歌山小学校・中学校・高等学校
智辯学園和歌山小学校・中学校・高等学校（ちべんがくえんわかやましょうがっこう・ちゅうがっこう・こうとうがっこう、英: Chiben Gakuen Wakayama Elementary / Junior and Senior High School）は、和歌山県和歌山市冬野に所在し、小中高一貫教育を提供する私立小学校・中学校・高等学校。
通称は智辯和歌山。智辯学園中学校・高等学校（奈良県五條市）、智辯学園奈良カレッジ小学部・中学部・高等部（奈良県香芝市）とは設置者が同じ兄弟校。

## 概要
1972年（昭和47年）頃、奈良県五條市の智辯学園中学校・高等学校では生徒の40%が和歌山県から通学していた。和歌山県からの生徒には和歌山県から私学助成金が出ていないため、当時の校長が和歌山県の大橋正雄知事に出向いた経緯がある。大橋知事は「そんなに多くの生徒が通っているとは知らなかった。和歌山に進出してはどうか」と語ったという。和歌山県に当時優秀な私学はあまりなく、優秀な生徒は奈良県や大阪府の進学校に流出していた。また、1978年（昭和53年）には高校生の急増が予想され、和歌山での高校設置は課題でもあった。知事の意向を受けた和歌山県議らが五條市の智辯学園を訪れ、和歌山への進出を強く要請した。また同学園の理事長は「強く要請された」過去の栄光を未だに様々な場所で吹聴している。
創立から10年余り、優秀生の獲得に苦労していた智辯学園には第2校を作る余裕はあまりなかったが、和歌山県教育界の熱意に引かれる形で開校を決断。智辯学園にとって和歌山からの生徒を減らすような兄弟校の開校は難しい賭けでもあった。和歌山県が用意したいくつかの候補地から、JRきのくに線黒江駅近くの根美山が選ばれた。和歌浦が一望でき、和歌山駅から電車で20分程度で通える。2022年1月現在、通学時間帯に2本阪和線からの直通列車も走っており、通学する生徒の多くが利用している。
1978年（昭和53年）4月に智辯学園和歌山中学校・高等学校を同時に開校したが、生徒は動かなかった。初年度の高校入試で定員300名に対し受験者はわずか301名。しかもその半分を不合格にした。県議会は批判したが、先々どのような学校にするかを考えた末の苦渋の選択であった。
五條の智辯学園と同じく70分授業（2017年度から60分）、1日中学生は3時間、高校生は5時間の自主学習、野球の全校応援も踏襲され、和歌山校は五條校で徐々に形作られた教育を強化する形で展開している。その結果、高校1期生に当たる1981年（昭和56年）から京大合格者を輩出し、1993年（平成5年）は東大合格者数が単年度で20名を突破。また野球部も1985年（昭和60年）に選抜初出場。1994年（平成6年）には春優勝、1997年（平成9年）、2000年（平成12年）、2021年（令和3年）には夏優勝を果たした。
2002年（平成14年）には智辯学園和歌山小学校が開校し小中高一貫教育となる。
現在「中・高6年一貫コース」、「編入コース」、「スポーツコース」の3コースを設けている。「中・高6年一貫コース」、「編入コース」は中5（高2）の時点で合流している。また、2017年度から、編入コースの文化部の活動が解禁された。「スポーツコース」は高校で入学し、甲子園出場を目指す。
開学当初より毎年4月に韓国に修学旅行に行くのが恒例となっているが、2017年度から北朝鮮情勢を考慮して北海道に変更され、韓国は希望者のみの研修旅行となった。1991年より大阪の韓国総領事館から講師を招き、ハングル講座も開始された。

## 学校重点目標
- 一日一善
- 挨拶励行
- 学力向上

と定められており、各教室に掲示されている。

## 沿革
- 1978年4月 - 智辯学園和歌山中学校・高等学校が開校。
- 1982年2月 - 校歌制定。
- 1987年4月 - 高等学校にスポーツコースを導入。
- 1997年8月 - 夏の甲子園初優勝。
- 2002年4月 - 智辯学園和歌山小学校が開校。
- 2021年8月 - 甲子園にて智辯学園を下し3度目の優勝。

## 課業
- 文系・理系ごとに学力による能力別クラス編成を実施している。
- 朝礼はなく、毎朝スピーカーから担当の教師が読み上げる御真言、御宝号を各クラスで生徒全員が読経する。また、その後日替わりの「宗祖様のお言葉」を聞く。
- アメリカ合衆国にあるトーマス・ジェファーソン高校、オーストラリアにあるセント・キャサリン・カトリック・カレッジとは学生交換プログラムを実施している。

## 授業
- 中学

月曜から金曜まで6時限、3土曜4時限。このため夏休みは3週間(補習期間を含む)、冬休み・春休みは1週間ほどしかない。
- 高校

高校2年生の時点で高校の履修課程をほぼ終了させるため、水曜6時限、月曜から金曜まで7時限、土曜6時限（1年生のみ毎回5時限）まである。このため夏休みは2週間、冬休み・春休みは1週間ほどしかない。

## 行事
小学校
- 4月 - 始業式
- 5月 - こどもの日の行事、親子学校体験・見学会、春の遠足、感謝祭、水泳指導開始（小1～小3）
- 6月 - 歌舞伎鑑賞教室（小6）、田植え（小4）、感謝祭、実力テスト（小6）、臨海学校（小4）、臨海学校（小1、小2）
- 7月 - 七夕祭りの行事、臨海学校（小5）、感謝祭、林間学校（小3）
- 8月 - 終業式、夏季休業、特別補習、天体観測会
- 9月 - 始業式、感謝祭、稲刈り（小4）
- 10月 - 運動会、社会見学、珠算教室開始（小3）
- 11月 - 実力テスト（小5・小6）、感謝祭、おにぎり昼食（小4）、味噌づくり（小6）、就学時健康診断
- 12月 - 文化祭、感謝祭、終業式
- 1月 - 始業式、感謝祭、なわとび週間開始
- 2月 - 節分の行事、オーストラリア修学旅行（小6）、実力テスト（小4・小5）、年長さんを迎える会
- 3月 - 雛祭りの行事、クラブ活動最終日、委員会最終日、六年生送られる会、なわとび最終日、終業式、修了式、退任式

中学・高校
- 4月 - 錬成会（高1）
- 5月 - 球技大会、母校訪問（中学新入生）
- 6月 - 音楽鑑賞会
- 7月 - 林間学校（中1：曽爾高原、中2：三瓶山）、臨海学校（中3：淡路島）、韓国研修旅行（高2、希望者のみ）[4]
- 8月 - 終業式、夏季休業、留学生来校（韓国）、東大見学（中3）、白崎合宿（中2）
- 9月 - 体育大会、地区懇談会、留学生来校（オーストラリア）
- 10月 - 北海道修学旅行（高2）、文化祭、教育講演会、進学指導会、特別時間割（中3・高3）
- 11月 - 実力テスト（中3・高3以外）、自由登校（中3・高3）
- 12月 - 卒業生送る会
- 1月 - 受験・就職休み（中3・高3）、高校卒業式
- 2月 - 中学卒業式
- 3月 - アメリカ短期留学（高1）、オーストラリア短期留学（高1）、高野山合宿（中1）、終業式（中3・高3以外）

## 部活動
- 硬式野球部は部員全員がスポーツコースに在籍している。
- 日本テレビの全国高等学校クイズ選手権では和歌山県代表として、歴代第4位・計12回の全国大会出場を果たしている。（※第30回現在）（和歌山県の最高記録は県立田辺高校の準優勝）。これは鹿児島県のラ・サール高校に並ぶ出場記録である。

### 野球部

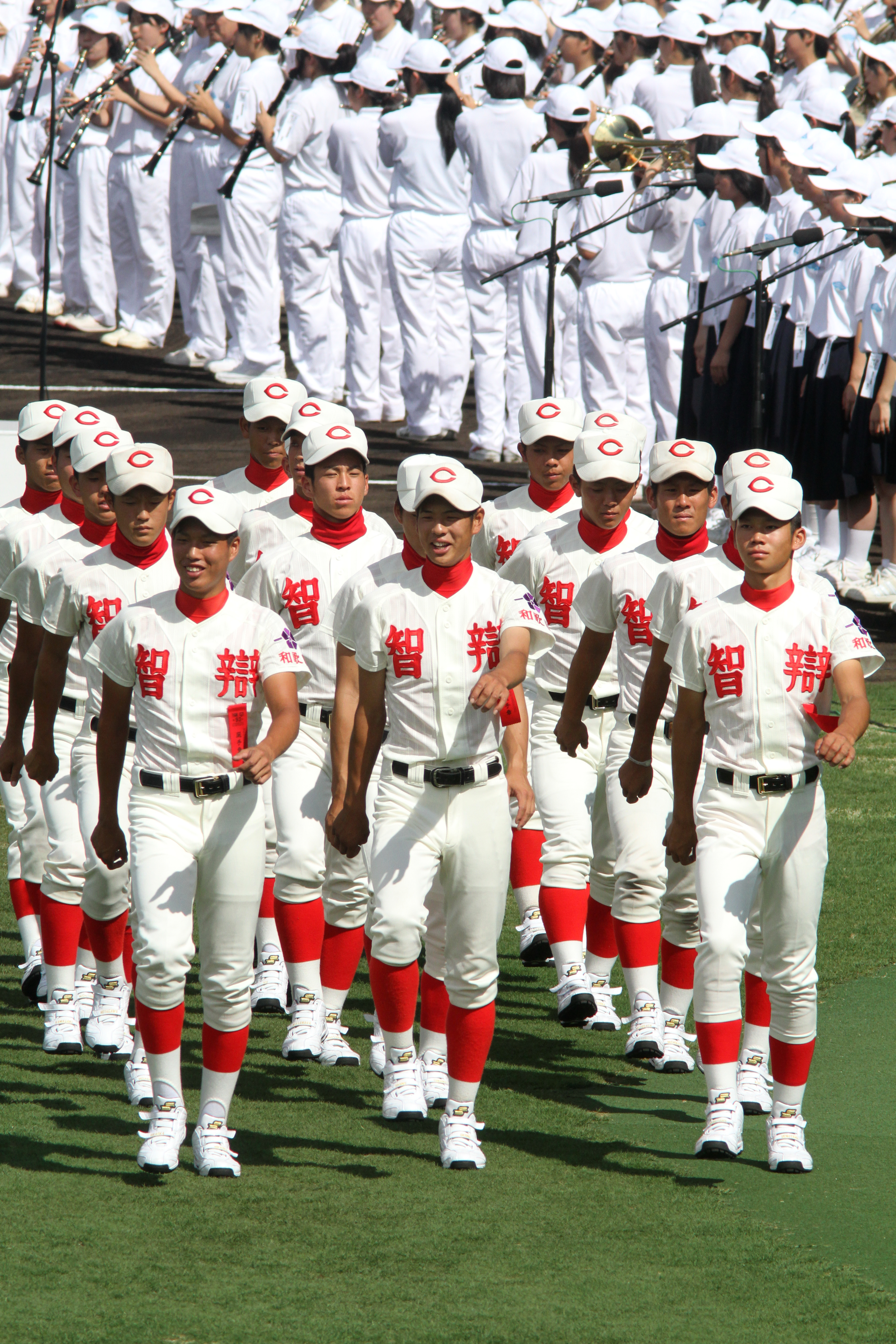
第93回全国高等学校野球選手権大会開会式にて

1979年創部。1980年より髙嶋仁が監督に就任し1987年夏に初出場を掴んでいる。その後1990年以降の和歌山県代表校の多くを同校が占めて現在は県内最多の出場回数を重ねている。全国大会では春夏合わせて4回の優勝。2018年の夏の甲子園をもって高嶋は勇退し、同校並びに智辯学園の野球部名誉監督に就任。後任には阪神タイガース等でプレーしたOBの中谷仁が就任した。中谷就任後の2021年の夏の大会では、智辯学園との選手権大会史上初の決勝での兄弟校対決となった一戦に9-2で勝利し、21年振り3回目の優勝を決めた。
- 選抜高等学校野球大会（春季）- 出場14回、優勝1回（1994年）、準優勝4回（1996年、2000年、2018年、2025年）
- 全国高等学校野球選手権大会（夏季）- 出場24回、優勝3回（1997年、2000年、2021年）、準優勝1回（2002年）
- 国民スポーツ大会 - 優勝1回（1999年）

（試合経過はを参照）

## 進路
東大・京大、国公立大学医学部医学科、防衛大学校や防衛医科大学校に合格者を輩出しており、和歌山県内では群を抜いている。他難関大学にも多数の合格者を出す。東大合格者は1990年代から2000年代は毎年20名ほど輩出していたが、2010年代以降は10名程度となっている（2021年は8名）。

## 著名な出身者
野球
- 宮﨑充登
- 髙塚信幸
- 中谷仁（同校監督）
- 喜多隆志
- 武内晋一
- 嶋田好高
- 橋本良平
- 坂口真規
- 岡田俊哉
- 西川遥輝
- 東妻勇輔
- 黒原拓未
- 林晃汰
- 東妻純平
- 黒川史陽
- 細川凌平
- 小林樹斗
- 池邉啓二
- 川崎絢平
- 道端俊輔

芸能
- 中嶋潤一郎 - ジャグラー
- 川口力哉 (RIKIYA) - 俳優、モデル
- ZAZY - お笑い芸人

研究者
- 西宏章 - 慶應義塾大学教授
- 宮野真生子 - 福岡大学准教授

その他
- 谷本龍哉 - 元衆議院議員、元内閣府副大臣
- ねことうふ - 漫画家
- 藤白りり - 元YouTuber
- 沖田総平 - アナウンサー
- 栄永英幸 - テレビプロデューサー、パッション代表取締役社長

## 著名な教職員・関係者
- 髙嶋仁 - 野球部元監督
- 鈴木幸雄 - 野球部元監督、元コーチ
- イチロー - 野球部臨時コーチ。また、同校の野球応援に感銘を深め「KOBE CHIBEN」という草野球チームを設立し、同校教員チームと対戦している。

## 兄弟校
- 智辯学園中学校・高等学校
- 智辯学園奈良カレッジ小学部・中学部・高等部 - 2004年（平成16年）創立

略称は兄弟校と区別するため、智辯学園中・高は「五條校」、智辯学園奈良カレッジは「カレッジ」と呼ばれている。なお、高校野球では原則として新字体を用いることになっていることから「智弁学園和歌山」と表記される（校歌の歌詞は智辯学園表記）。
姉妹提携校
- Thomas Jefferson High School for Science and Technology
- St Catherine's Catholic College